# ダミアン・アルカザール
ダミアン・アルカザール（Damián Alcázar、1953年1月8日 - ）は、メキシコの俳優。

## 出演作品
- メキシコ 地獄の抗争
- ナルニア国物語/第2章: カスピアン王子の角笛（ソペスピアン卿）
- タブロイド（ビニシオ）
- 青い部屋の女
- アマロ神父の罪（ナタリオ神父）
- ナルコス（ヒルベルト・ロドリゲス・オレフエラ）
- ブルービートル（アルベルト・レイエス）